# David Le Marchand
Pour les articles homonymes, voir Le Marchand.
David Le Marchand (né le 12 octobre 1674 à Dieppe, décédé le 17 mars 1726 à Londres) fut un sculpteur sur ivoire français.
David Le Marchand naquit à Dieppe en 1674. Son père, Guillaume Le Marchand, étant peintre, David reçut un enseignement artistique. Il se spécialisa en sculpture sur ivoire. Comme d'autres huguenots, il émigra après la révocation de l'édit de Nantes. Il s'installa d'abord à Édimbourg en 1696 puis à Londres en 1705. Il travailla notamment pour Thomas Guy, Isaac Newton,  Samuel Pepys, Christopher Wren et les monarques Anne Ire de Grande-Bretagne et George Ier de Grande-Bretagne. Il meurt à l'Hôpital français (La Providence), Londres le 17 mars 1726.

## Œuvre

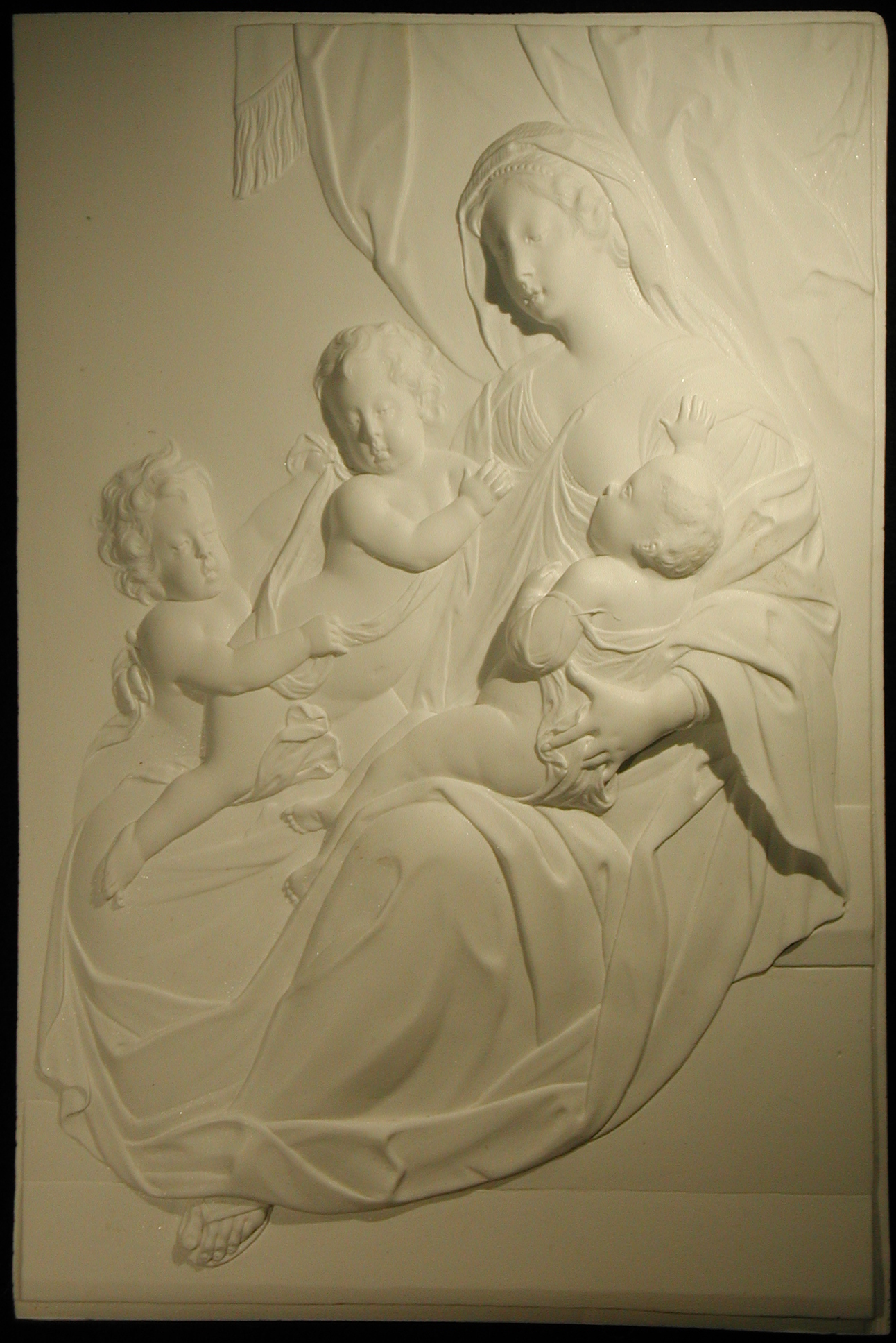
Allégorie de la vertu théologale Caritas, attribuée à David Le Marchand.

Il se consacra aux portraits de ses commanditaires, mais effectua également quelques œuvres d'inspiration plus antique : un Vénus et Cupidon et une Caritas (illustration ci-contre) qui lui est également attribuée pour des raisons stylistiques.
Des œuvres de David Le Marchand sont notamment visibles dans les musées suivants :
- Musée des beaux-arts de l'Ontario
- Kestnergesellschaft
- Victoria and Albert Museum[4]
- Musée d'art de l'Université du Missouri-Columbia[5]
- British Museum[6]
- Musée Goya de Castres, Casque en ivoire du roi George II de Grande-Bretagne, 1727 (Legs Briguiboul).

## Affaire des sculptures volées
Le 17 janvier 2004, cinq sculptures de David Le Marchand sont dérobées au Musée des beaux-arts de l'Ontario, qui appartenaient à la collection de Kenneth Thomson. Ces sculptures ont été récupérées le 31 janvier 2004.